# Platforma wschodnioeuropejska
Platforma wschodnioeuropejska, kraton wschodnioeuropejski – wielka geologiczna jednostka strukturalna Europy, platforma prekambryjska, której fundament zbudowany jest ze skał krystalicznych. Stanowi część płyty eurazjatyckiej.

## Obszar i granice
Platforma wschodnioeuropejska zajmuje obszar 5,5 mln km². Od północnego zachodu ograniczona jest nasunięciem kaledonidów – Gór Skandynawskich na tarczę fennoskandzką, od zachodu jej granicę z platformą zachodnioeuropejską środkowej i zachodniej Europy tworzy szew transeuropejski (TESZ), od południa platforma graniczy z alpidami (Karpaty wraz z zapadliskiem przedkarpackim), od południowego wschodu z dawną paleozoiczną platformą scytyjską (obecnie uznawaną za część platformy wschodnioeuropejskiej), a od wschodu z hercyńską strukturą Uralu.
Pod względem geograficznym obejmuje północno-wschodnią część Europy, a pod względem politycznym – część Norwegii, Szwecję, Finlandię, część Rosji, Estonię, Łotwę, Litwę, część Polski, Białoruś, część Ukrainy oraz większość dna Bałtyku.

## Jednostki tektoniczne platformy
Krystaliczny fundament platformy wschodnioeuropejskiej odsłania się na powierzchni na obszarze dwóch tarcz: bałtyckiej i ukraińskiej.
Na pozostałym obszarze jest przykryty skałami pokrywy osadowej o różnej miąższości. Fundament ten posiada urozmaiconą powierzchnię – z jego wyniesieniami są związane antykliny (białorusko-mazurską, woroneską, wołżańsko-uralską), a z obniżeniami – synkliny (perybałtycką, podlaską i moskiewską).
Część platformy zajmują zapadliska: nadkaspijskie, Peczory oraz rowy tektoniczne: aulakogen Prypeci, aulakogen dnieprowsko-doniecki.
W rozmieszczeniu struktur tektonicznych platformy obserwuje się pewną strefowość:
- bałtycka strefa wyniesień (tarcza fennoskandzka)
- nadbałtycko-środkoworosyjska strefa obniżeń (synekliza perybałtycka)
- sarmacka strefa wyniesień (tarcza ukraińska, antekliza białorusko-mazurska, antekliza woroneska i antekliza wołżańsko-uralska, rozdzielone aulakogenem dnieprowsko-donieckim i aulakogenem paczelmskim)
- śródziemnomorsko-kaspijska strefa obniżeń (synekliza czarnomorska, wschodni skłon tarczy ukraińskiej i zapadlisko nadkaspijskie)

## Platforma wschodnioeuropejska w Polsce

### Budowa wewnętrzna
Platforma prekambryjska w Polsce składa się z dwóch pięter strukturalnych (tektonicznych): podłoża krystalicznego (fundamentu, cokołu) i pokrywy osadowej.
Podłoże proterozoiczne tworzą granitoidy oraz sfałdowane zmetamorfizowane skały krystaliczne (gnejsy, łupki krystaliczne, amfibolity), poprzebijane intruzjami skał głębinowych (gabra, sjenity) i wulkanicznych (bazaltoidów). Górna powierzchnia jest nierówna – występują jej wyniesienia i obniżenia.
Pokrywa osadowa, powstała w wyniku różnych procesów działających na powierzchni ziemi (erozyjnych i skałotwórczych) w okresach młodszych od kriogenu – od górnego neoproterozoiku po kenozoik. Jej miąższość wynosi od kilkuset do 5000 m. Osady leżą poziomo lub zapadają pod bardzo małym kątem. Obniżenia wypełnione są utworami starszego paleozoiku, miejscami występują również osady młodszego paleozoiku. Zarówno obniżenia jak i wyniesienia przykryte są osadami mezozoiku i kenozoiku.

### Podział
W obrębie platformy wschodnioeuropejskiej w Polsce rozróżnia się:
- Obniżenie nadbałtyckie – pokrywę osadową wypełniającą obniżenie podłoża tworzą osady starszego paleozoiku, permu, triasu, jury, kredy oraz trzeciorzędu i czwartorzędu; grubość pokrywy dochodzi do 6000 m (w części zachodniej).
- Wyniesienie mazursko-suwalskie – pokrywę tworzą osady jury, kredy, trzeciorzędu i czwartorzędu, na skłonach wyniesienia – także osady triasu; na dźwigniętych partiach podłoża grubość pokrywy osadowej wynosi ok. 350 m, w miarę zanurzania się podłoża jej grubość wzrasta do 2000 m i więcej.
- Obniżenie podlaskie – pokrywę tworzą skały ediakaru, starszego paleozoiku, permu, jury, kredy, trzeciorzędu i czwartorzędu; grubość pokrywy wypełniającej obniżenie podłoża wynosi od 1000 do 4000 m.
- Wyniesienie Sławatycz (zrąb tektoniczny) – pokrywa osadowa jest cienka, tworzą ją skały ediakaru, jury, kredy, trzeciorzędu i czwartorzędu; grubość pokrywy wynosi od 400 do 1500 m (na skłonach podłoża).
- Obniżenie nadbużańskie – na podłożu, które jest zanurzającym się ku zachodowi fundamentem krystalicznym tarczy ukraińskiej, leży pokrywa osadowa zbudowana ze skał górnego prekambru, paleozoiku, jury, kredy, trzeciorzędu i czwartorzędu; grubość pokrywy waha się od 2000 m na wsch. do ponad 5000 m na zachodzie.
- Wyniesienie Łeby – podłoże krystaliczne znajduje się na głębokości 3200-3500 m, a na nim osady prekambru, paleozoiku, mezozoiku i kenozoiku.